# Bernardino Ramazzini

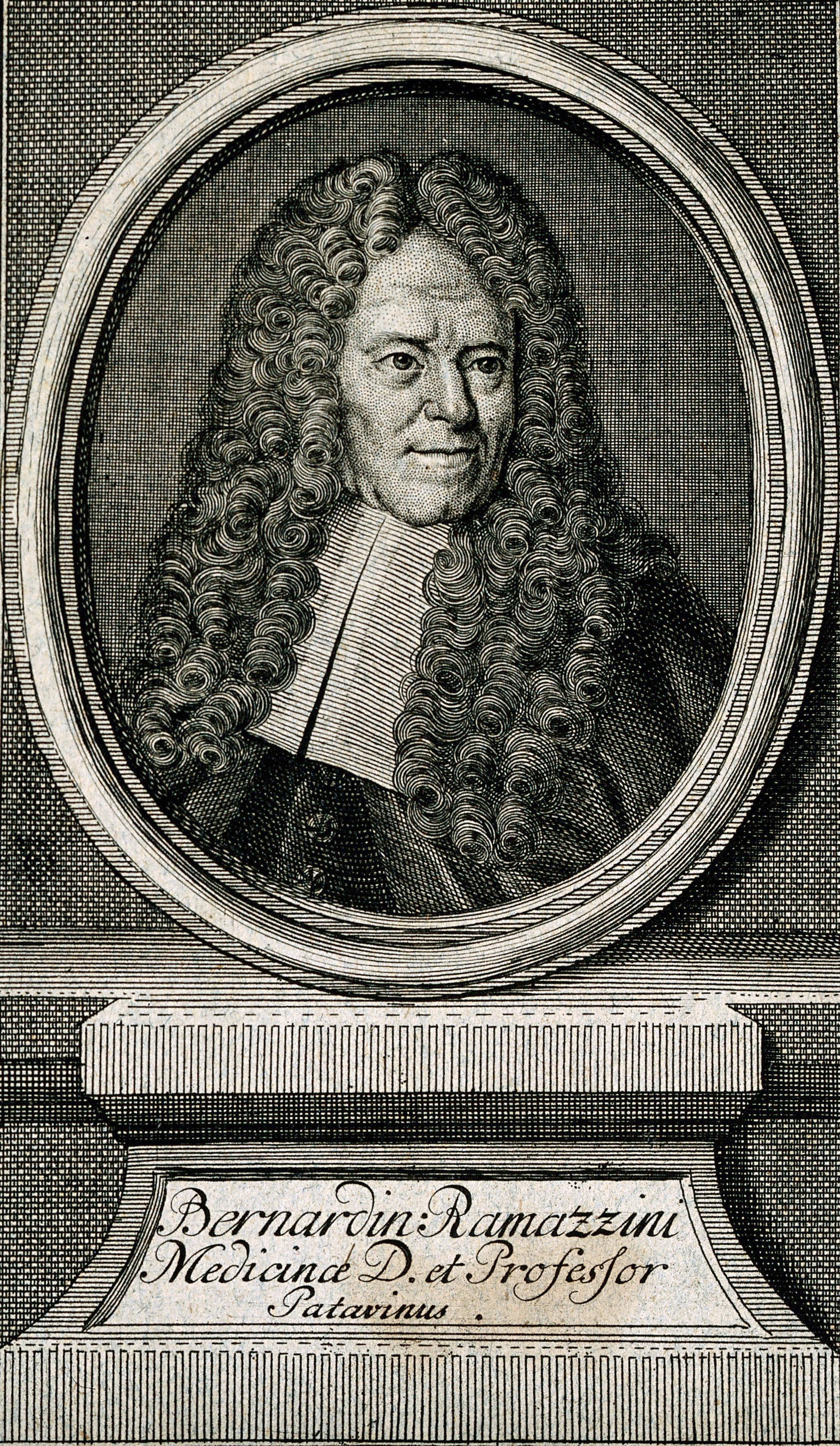
Bernardino Ramazzini

Bernardino Ramazzini (n. 3 noiembrie 1633 - d. 5 noiembrie 1714) a fost un  medic italian.

## Biografie
S-a născut la Carpi, Provincia Modena. În 1659 își încheie studiile de medicină la Universitatea din Parma. În 1682 obține un post de profesor în acest domeniu în cadrul Universități din Modena. Începând cu anul 1700 până la sfârșitul vieții, lucrează ca profesor de medicină la Universitatea din Padova.

## Contribuții
Pentru tratamentul malariei, Ramazzini propune chinina, un alcaloid extras din scoarța arborelui numit în Peru "Quina" sau "Quina-Quina".